# کراک (پادشاه لهستان)
کراکوس یا کراک رهبر قوم له، یک پادشاه افسانه‌ای لهستان و بنیان‌گذار شهر کراکوف است.
پاره‌ای از تاریخ نگاران معتقدند واژه کراک از لغت پیشا اسلاو krakula به معنی صاحب قدرت قضاوت گرفته شده است اما گروهی دیگر نظر دیگری دارند که بیشتر قانع کننده است. آن‌ها معتقدند این واژه به معنی بلوط است که در نزد آن مردم درختی مقدس بود. تا مدت‌ها گمان میشد مقبره کراک در تپه کراکوس در شهر کراکوف قرار دارد اما کاوش‌های باستانشناسی در سال ۱۹۳۴ تا ۱۹۳۸ هیچ مقبره‌ای را در آن تپه مکشوف نکرد.

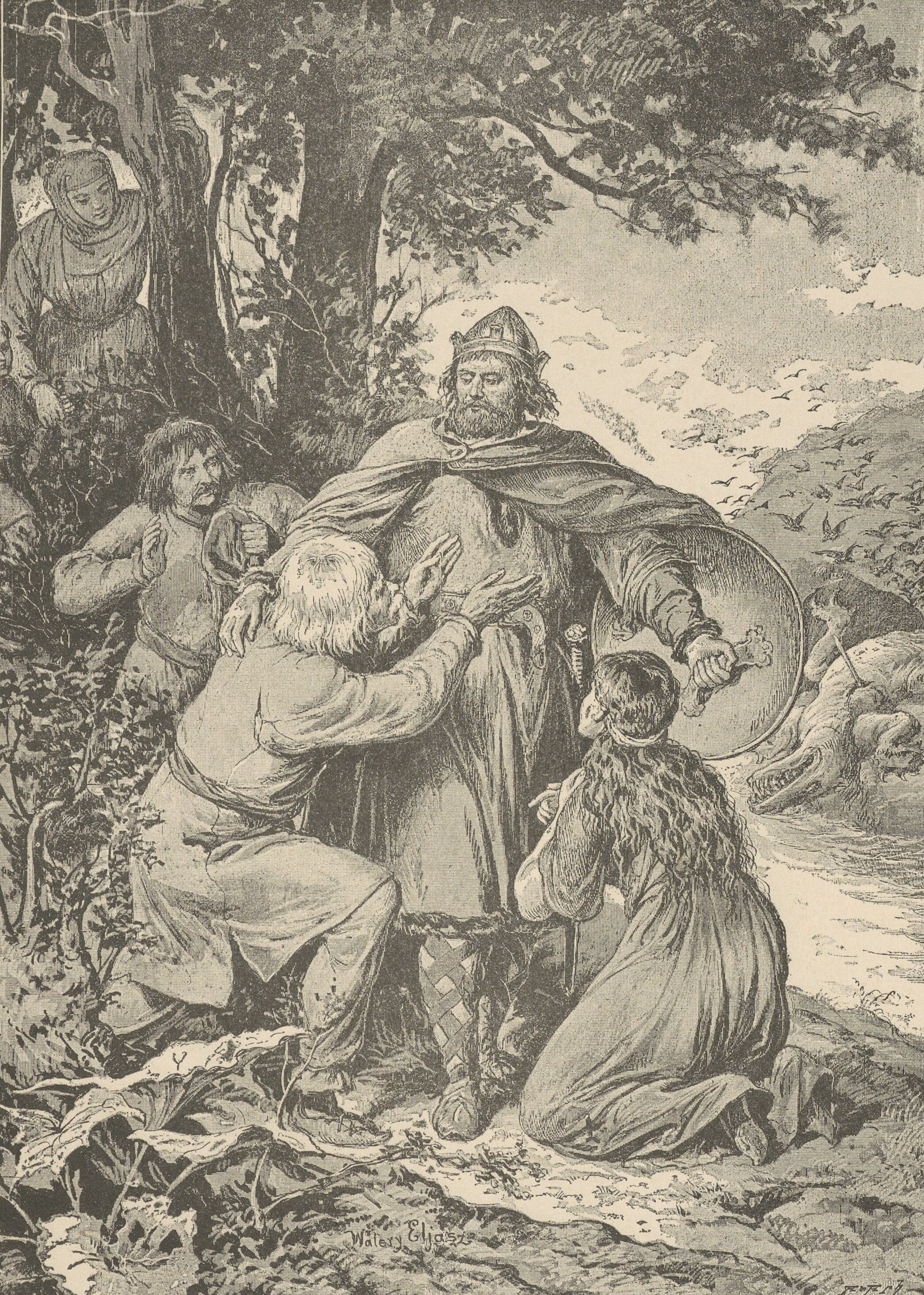
یک نقاشی از کراک